# Сукало, Валентин Олегович
Валентин Олегович Сукало (бел. Валянцін Алегавіч Сукала; род. 16 августа 1942, Минск, Белорусская ССР, СССР) — белорусский государственный деятель, судья. Заслуженный юрист Республики Беларусь (2000).

## Биография
Родился 16 августа 1942 года в Минске.
Свою трудовую деятельность начал в 1957 году. На Минском тракторном заводе в качестве токаря, работал слесарем-ремонтником на Минском заводе имени Сергея Вавилова.
В 1968 году окончил юридический факультет БГУ. После окончания ВУЗа был избран судьёй Мядельского района Минской области. В этой должности он проработал 4 года, после чего, в 1972 году, был избран судьей Минского областного суда, в 1977 – его председателем. В 1984 году был назначен на должность Заместителя Министра юстиции Белорусской ССР. В 1987 году был переведен на должность начальника управления общих судов этого же министерства. В 1988 году был назначен Министром юстиции Белорусской ССР. Через год перешел на работу в Центральный Комитет Коммунистической Партии Белорусской ССР. С 1989 по 1992 — первый заместитель Председателя Верховного суда СССР. Указом Президиума Верховного Совета СССР от 22 декабря 1989 года присвоен высший квалификационный класс. В 1992 году был назначен на должность первого Заместителя Министра юстиции, после чего, в 1994 году, по решению Президента Республики Беларусь, стал Министром юстиции.
4 января 1997 года был назначен на должность Председателя Верховного суда Республики Беларусь.
Внесён в санкционные списки балтийских стран.

## Награды
- Медаль «За доблестный труд. В ознаменование 100-летия со дня рождения Владимира Ильича Ленина» (1970);
- Заслуженный юрист Республики Беларусь (2000);
- Почётная грамота Национального собрания Республики Беларусь (2002);
- Благодарность Президента Республики Беларусь (12 апреля 2002)[7].
- Орден Отечества III степени (2022)[8].

## Критика
Является председателем Верховного суда РБ практически с самого начала правления Лукашенко, является соучастником преступлений режима в Белоруссии.
26 октября 2020 года эксперт ООН по правам человека в Белоруссии в своем докладе заявил, что "На протяжении почти трех десятилетий Беларусь не смогла обеспечить независимость своей судебной системы, что означает, что верховенство права остается негарантированным, а права человека незащищенными". В докладе также было отмечено, что система юстиции и судебная система чрезмерно контролируются исполнительной властью, а законодательство существенно ограничивает независимость адвокатов. После выборов и массовых протестов 2020 года только в августе и сентябре было задержано не менее 20 000 человек; сотни людей подвергались избиениям, запугиванию и пыткам, а судебная система избирательно использовала законодательство для запугивания или преследования несогласных.